# برد سیتی (کانزاس)
برد سیتی (به انگلیسی: Bird City) شهری در ایالت کانزاس کشور ایالات متحده آمریکا است که جمعیت آن در سرشماری سال ۲۰۱۰ میلادی، ۴۴۷ نفر بوده‌است.